# Campeonato Mundial de Judo de 1981
El XII Campeonato Mundial de Judo se celebró en Maastricht (Países Bajos) entre el 3 y el 6 de septiembre de 1981 bajo la organización de la Federación Internacional de Judo (IJF) y la Federación Neerlandesa de Judo. 

## Medallistas

### Masculino
| Evento            | Oro                          | Plata                         | Bronce                                                      |
| ----------------- | ---------------------------- | ----------------------------- | ----------------------------------------------------------- |
| –60 kg            | Yasuhiko Moriwaki Japón      | Pavel Petříkov Checoslovaquia | Felice Mariani · Italia · Philip Takahashi · Canadá         |
| –65 kg            | Katsushiko Kashiwazaki Japón | Constantin Niculae Rumania    | Hwang Jung-Oh Corea del Sur Piotr Ponomariov URSS           |
| –71 kg            | Park Chong-Hak Corea del Sur | Serge Dyot Francia            | Karl-Heinz Lehmann RDA Vojo Vujević Yugoslavia              |
| –78 kg            | Neil Adams Reino Unido       | Jiro Kase Japón               | Kevin Doherty · Canadá · Gueorgui Petrov · Bulgaria         |
| –86 kg            | Bernard Tchoullouyan Francia | Seiki Nose Japón              | David Bodaveli URSS Detlef Ultsch RDA                       |
| –95 kg            | Tenguiz Jubuluri URSS        | Robert Van de Walle · Bélgica | Ha Hyung-Joo Corea del Sur Roger Vachon Francia             |
| +95 kg            | Yasuhiro Yamashita Japón     | Grigori Verichev URSS         | Vladimír Kocman · Checoslovaquia · Juha Salonen · Finlandia |
| Categoría abierta | Yasuhiro Yamashita Japón     | Wojciech Reszko · Polonia     | András Ozsvár · Hungría · Robert Van de Walle · Bélgica     |

## Medallero
| Núm. | País           | Oro | Plata | Bronce | Total |
| ---- | -------------- | --- | ----- | ------ | ----- |
| 1    | Japón          | 4   | 2     | 0      | 6     |
| 2    | URSS           | 1   | 1     | 2      | 4     |
| 3    | Francia        | 1   | 1     | 1      | 3     |
| 4    | Corea del Sur  | 1   | 0     | 2      | 3     |
| 5    | Reino Unido    | 1   | 0     | 0      | 1     |
| 6    | Bélgica        | 0   | 1     | 1      | 2     |
| 6    | Checoslovaquia | 0   | 1     | 1      | 2     |
| 8    | Polonia        | 0   | 1     | 0      | 1     |
| 8    | Rumania        | 0   | 1     | 0      | 1     |
| 10   | RDA            | 0   | 0     | 2      | 2     |
| 10   | Canadá         | 0   | 0     | 2      | 2     |
| 12   | Bulgaria       | 0   | 0     | 1      | 1     |
| 12   | Finlandia      | 0   | 0     | 1      | 1     |
| 12   | Hungría        | 0   | 0     | 1      | 1     |
| 12   | Italia         | 0   | 0     | 1      | 1     |
| 12   | Yugoslavia     | 0   | 0     | 1      | 1     |
|      | TOTAL          | 8   | 8     | 16     | 32    |